# Atavismus

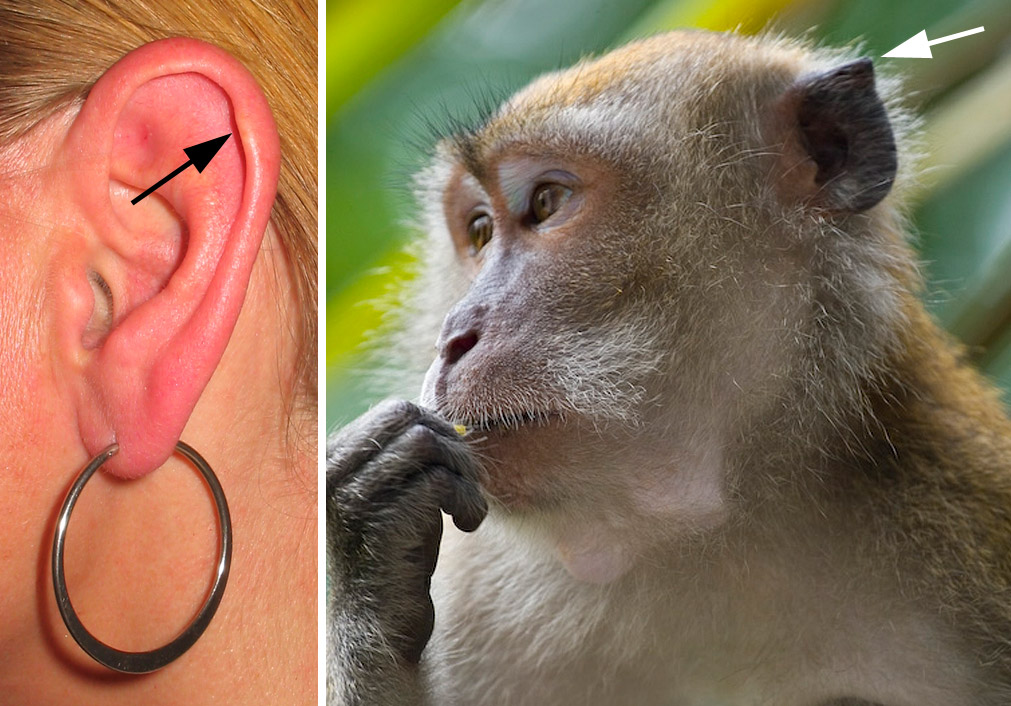
Darwin-Ohrhöcker

Ein Atavismus (von lateinisch atavus ‚Urahn‘), veraltet auch Rückschlag, ist das Wiederauftreten von anatomischen Merkmalen bei einem Lebewesen, die bei entfernteren stammesgeschichtlichen Vorfahren ausgebildet waren, bei den unmittelbaren Vorfahren jedoch reduziert wurden, da sie für die gegenwärtige Entwicklungsstufe keinerlei Funktion mehr besitzen. Häufig werden Atavismen daher als Missbildung wahrgenommen. Sie zählen, ebenso wie die Rudimente, zu den klassischen Evolutionsbelegen und können bei allen Lebewesen gleichermaßen auftreten.
In einem erweiterten Sinne wird der Begriff auch in der Ethologie für entwicklungsbiologisch ursprüngliche Verhaltensweisen gemeinsamer evolutionärer Vorfahren angewandt. Da es sich um genetisch fixierte Verhaltensweisen handelt, sind ethologische Atavismen zwingend angeboren, nie erlernt.

## Anatomische Atavismen

### Bei Menschen
- Halsrippen Halsrippen bei einem Menschen, links (rechte Bildseite). Computertomographie, 3D-Darstellung.

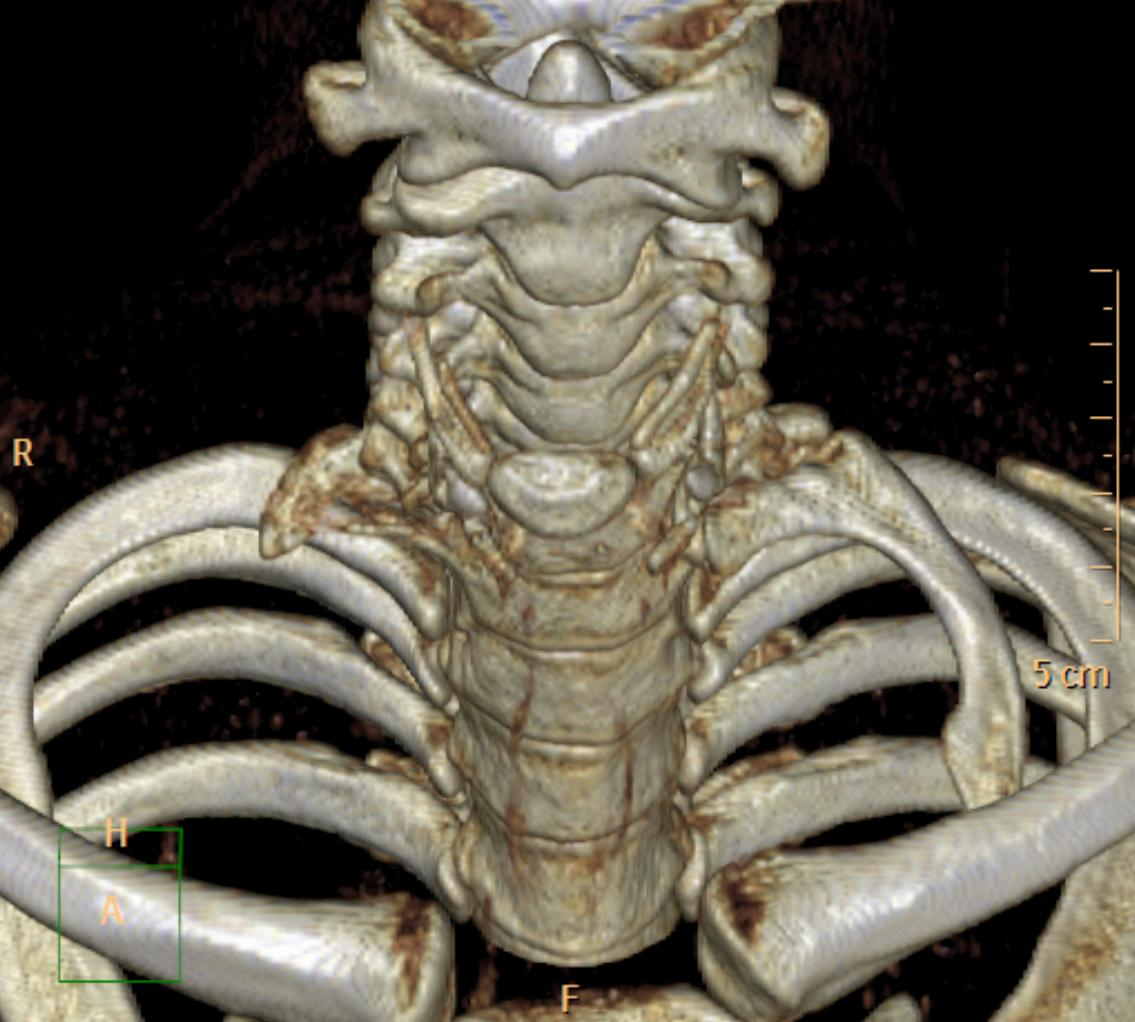
Halsrippen bei einem Menschen, links (rechte Bildseite). Computertomographie, 3D-Darstellung.

- Halsfisteln als Überbleibsel der während der Embryonalentwicklung angelegten Kiemenbögen
- die Ausbildung eines Schwanzes mit ausgeprägter Schwanzwirbelsäule durch ein herausgewachsenes Steißbein[2][3]
- zusätzliche Brustwarzenpaare entlang der Milchleiste (Polythelie und Polymastie)[3]

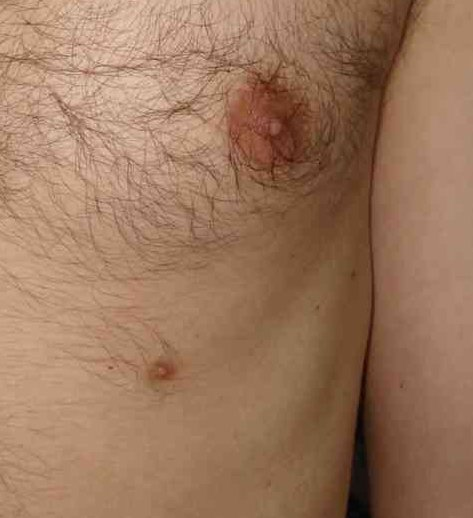
Überzählige Brustwarze bei einem Mann

- Wollige Körperbehaarung, die auch als Hypertrichose bezeichnet wird[3]
- Hornzipfel[4]
- Processus supracondylaris, ein knöcherner Fortsatz am Oberarmknochen
- Darwin-Ohrhöcker, ein Knorpelfortsatz am Außenrand der Ohrmuschel

### Bei anderen Tieren
- Ausbildung von überzähligen Klauen bei Rindern, Kamelen,[5] Pferden[6][7] und Ziegen,[8] eine Form der Polydactylie

- Ausbildung von Hinterextremitäten bei Meeressäugetieren wie Walen und Delphinen[3] oder auch Schlangen
- Ausbildung von Zähnen in den Schnäbeln von Hühnern bei talpid2-Mutanten (könnte als künstlich induzierter Atavismus angesehen werden).[3]
- spontanes Wiederauftreten von Flügeln bei Flügellosen Fluginsekten[9]

### Bei Pflanzen
Weniger bekannt sind Atavismen bei Pflanzen, doch wurden solche bereits im 19. Jahrhundert erforscht.
Dazu gehören unter anderem die Pelorienbildung bei Blütenpflanzen, Eschen mit nur ein- oder dreifach gegliederten Blättern (Einblattesche) sowie Kakteen mit auftretenden Blättern.

### Bei Bakterien, Pilzen und eukaryotischen Einzellern
Grundsätzlich sollten atavistische Formen auch bei Bakterien, Pilzen und Einzellern auftreten. Allerdings sind sie aufgrund der starken Variabilität dieser Lebewesen und teilweise nicht vollständig geklärter Abstammungsverhältnisse schwieriger eindeutig zu identifizieren und von Neubildungen zu unterscheiden.

## Ursachen von Atavismen
Die Bildung von Atavismen kann folgende Ursachen haben:
- Hemmungsmissbildungen (paratypischer Atavismus): die arttypische Ausdifferenzierung vorübergehend vom Embryo durchlaufener Organbildungsstadien mit Rekapitulation früherer Merkmale bricht durch exogene Störung ab;
- mutativer Atavismus: durch Mutation bestimmter Gene oder Änderungen der Genregulation mit erneuter Aktivierung reprimierter (latenter) Gene entsteht phänotypisch Ähnlichkeit zu einer Ahnenform;
- Hybrid-Atavismus (Kombinationsatavismus): Aus einer Stammform entstanden phänotypisch deutlich unterschiedliche Genotypen von Abkömmlingen. Durch deren Kreuzung (Bastardisierung) kommt es zu einer Genkonstellation, die dem Genotyp der Stammform sehr ähnelt und auch eine phänotypische Ähnlichkeit bewirkt.

## Verhaltensatavismus
Bei Verhaltensatavismen handelt es sich um angeborene Verhaltensweisen, die im Verlauf der Stammesgeschichte abgelegt wurden. Beispielsweise bauen einzelne Haussperlinge gelegentlich ihre Nester nicht wie üblich, sondern errichten stattdessen Kugelnester, wie sie für ursprüngliche Webervögel charakteristisch sind. Diese atavistischen Kugelnester entstehen nicht durch Nachahmung eines Vorbildes, sondern die Formgebung seines Nistplatzes ist angeboren, der Vogel handelt also rein instinktgesteuert.
Auch das Fight-or-flight-Syndrom des Menschen kann als Verhaltensatavismus gelten, denn dabei treten seine artspezifischen kognitiven und kommunikativen Fähigkeiten in den Hintergrund zugunsten instinktgesteuerter häufig irrationaler Reaktionen.